# Pentastiridius verheyeni
Pentastiridius verheyeni är en insektsart som först beskrevs av Synave 1953.  Pentastiridius verheyeni ingår i släktet Pentastiridius och familjen kilstritar. Inga underarter finns listade i Catalogue of Life.